# Girolamo Tartarotti

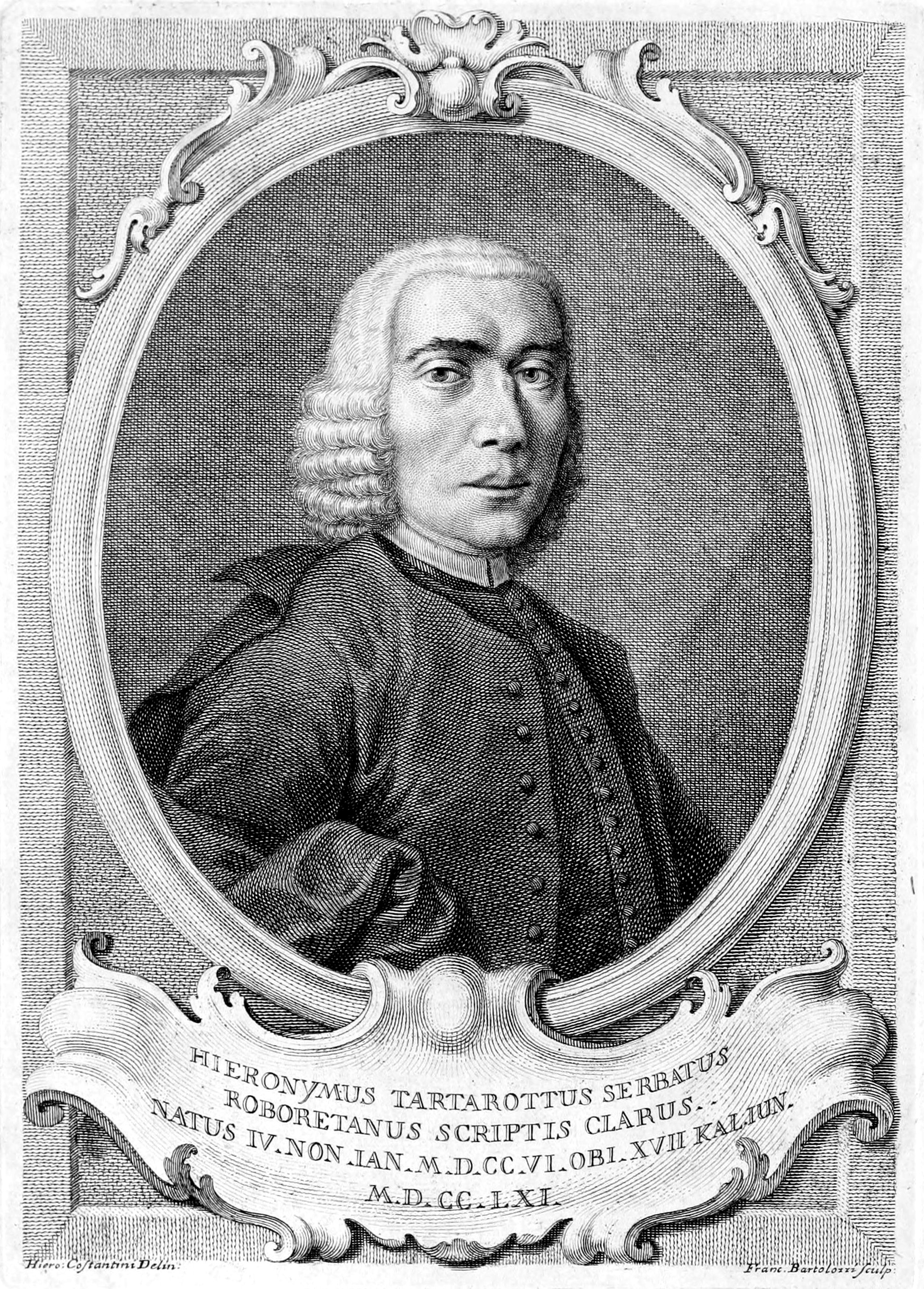
Girolamo Tartarotti

Girolamo Tartarotti (* 2. Jänner 1706 in Rovereto; † 16. Mai 1761 ebenda) war ein österreichischer Theologe und Historiker.

## Leben
Girolamo Tartarottis Vater war der Jurist Francesco Antonio Tartarotti und seine Mutter Olimpia Camilla Volani (Heirat 1704). Girolamo besuchte in Rovereto das Gymnasium. In Padua studierte er ab dem 19. Lebensjahr Philosophie und Theologie, in Rom Logik und gab in der Folge ein Handbuch der Logik heraus. Tartarotti kehrte nach Rovereto zurück und gründete dort einen literarischen Verein Dodonäum. Vier Jahre später kam er nach Verona, damals der Sammelpunkt Gelehrter, so weilte beispielsweise der Historiker Scipione Maffei (1675–1755) hier. Tartarotti veröffentlichte in der Toskana eine Abhandlung über Lyrik. Aus Innsbruck erhielt er von Baron Carlo Ceschi de Santa Croce eine Einladung, Erzieher seines Sohnes zu werden, er blieb jedoch nur kurze Zeit.
1738 war er in Rom Sekretär des Kardinals Domenico Silvio Passionei (1682–1761), Kunstfreund und Mäzen. Tartarotti gab eine kritische Abhandlung gegen eine Schrift Über die Beredsamkeit der Italiener des Prälaten Giusto Fontanini (1666–1736) heraus, welche nicht nach dem Geschmack des Kardinals war: Tartarotti musste Rom wieder verlassen. Von Rom kam er nach Venedig zum gelehrten Prokurator von San Marco, Marco Foscarini (dem späteren Dogen), und mit diesem nach Turin. Nach kritischen Arbeiten Tartarottis löste sich das Verhältnis, er kam nach Rovereto zurück und blieb dort bis zum Ende seines Lebens. Im Alter von 25 Jahren nahm er die Tonsur, zum Priester ließ er sich nicht weihen.
Abate Tartarotti verurteilte in der Schrift Del congresso notturno delle lamie (Rovereto 1749) die Hexenverfolgung und erregte damit in ganz Europa Aufsehen. Vom Jesuiten Friedrich Spee von Langenfeld (1591–1635) gab es bereits eine Mahnschrift Cautio criminalis (Trier, 1631) gegen die Hexenprozesse. Tartarotti verurteilte allerdings nicht die Zauberei, so dass seiner Studie widersprochen wurde, und zwar von Scipione Maffei. An dieser Diskussion zerbrach die Freundschaft der beiden Gelehrten, was dazu führte, dass Tartarotti der Accademia degli Agiati, in der Maffei zu den ersten Mitgliedern zählte, fern blieb, auch wenn Tartarotti zur Gründung der Akademie mit seinen von ihm vorher betriebenen literarischen Gruppen die eigentlichen Grundsteine gelegt hatte.

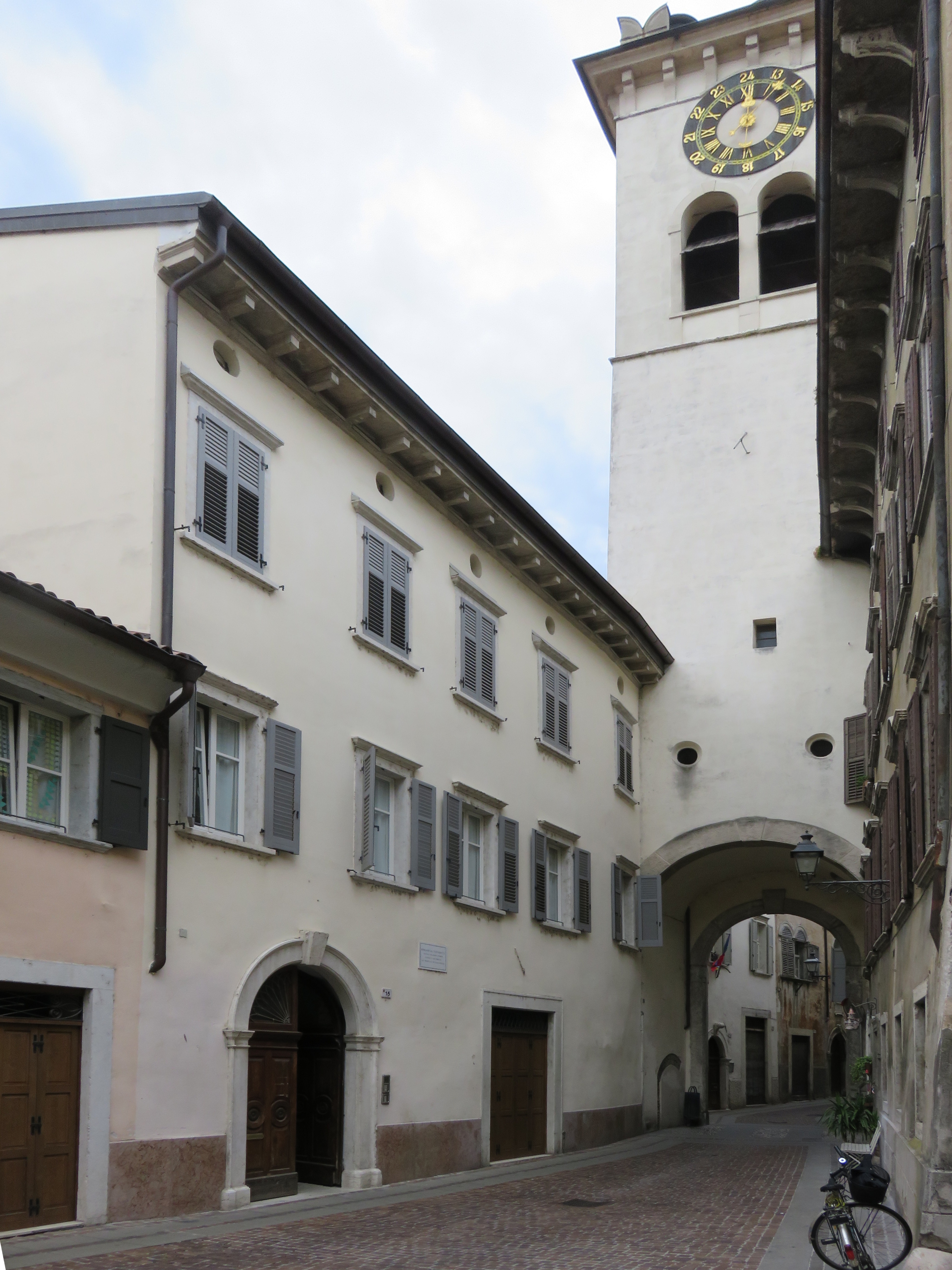
Sterbehaus in der Via della Terra in Rovereto

Durch seinen kompromisslosen Charakter überraschte Tartarotti noch mit weiteren unangenehmen historischen Forschungsergebnissen. Er wies nach, dass das Bistum Trient nicht von Schülern des hl. Markus (Evangelist) – Hermagoras (Heiliger) und Jovin – errichtet worden sein konnte. Der hl. Kassian galt auf Grund der antiken Quelle des Prudentius als Gründer des Bistums Säben. In seiner Geschichte über das Erzbistum Trient behandelte Tartarotti den hl. Kassian und hielt ihn zusammen mit den Jesuiten (Bollandisten) zwar für einen Märtyrer, aber nicht für den Gründer des Bistums. Der Klerus von Brixen war brüskiert und beauftragte den in Hall geborenen Anton Roschmann (den ersten Bibliothekar der 1745 gegründeten Universitäts- und Landesbibliothek Tirol) mit einer Gegendarstellung. Roschmann sammelte Daten, die für den hl. Kassian sprachen. Tartarotti verteidigte neuerlich seine Forschungen. Er fand, dass das Bistum Säben-Brixen seine Ursprünge im 6. Jahrhundert hatte. Tartarotti ließ die Bischofsliste mit dem hl. Ingenuin beginnen und wies nach, dass dieser den schismatischen Bischöfen des Dreikapitelstreites angehört habe. Ingenuin ist um 590 mehrfach historisch bezeugt und wird seit dem 10. Jahrhundert als Heiliger, Märtyrer und Patron der Diözese Säben-Brixen verehrt. Er hatte trotz Verirrungen in gutem Glauben gehandelt. Der Franziskaner Benedetto Bonelli versuchte einen Mittelweg zwischen Tartarotti und Roschmann, Roschmann verwies auf die eigentlich zuständigen Kirchenhistoriker, wiederholte seine Auffassung und stieg aus der Diskussion aus. Die beiden anderen (Tartarotti und Bonelli) stritten weiter: Es kam 1760 in Trient zur öffentlichen Verbrennung der kirchengeschichtlichen Schriften Tartarottis. Der Streit endete durch den Tod Tartarottis, die Fragen zur Säbener Bistumsgeschichte blieben offen, die unangenehme historische Wahrheit wurde dann durch Francesco Lanzoni gelöst: Die Gründung des Bischofssitzes in Säben durch den im Jahr 304 gemarterten hl. Kassian ist heute nicht mehr glaubwürdig.
Tartarotti verursachte durch eine Schrift neuerlich Aufregung, und zwar ergänzte und verbesserte er die Geographische Darstellung Italiens im Mittelalter von P. Boretti. Noch größere Unruhe verursachte sein Buch über den Bischof von Trient Adelpret II. († 1177), der als Märtyrer verehrt wurde, aber nicht Anhänger des rechtmäßigen Papstes Alexander III. (1159–1181), sondern eines Gegenpapstes war. In einem weiteren Brief korrigierte er den Historiker Francesco Scipione Maffei mit der Meinung, dass die Schriften des Paulus Diaconus nicht verloren, sondern erhalten seien. Zahlreiche Streitschriften gegen Tartarotti erschienen, gegen die er mit der Apologia delle memorie antiche di Rovereto antwortete. Nach dem Tod Tartarottis griffen ihn die Gegner erst recht an, das kirchliche Begräbnis wurde ihm vorerst verweigert. Schließlich fand er doch in der Erzpfarrkirche San Marco seine letzte Ruhestätte.
Eine neue Generation lernte dann die Schriften Tartarottis und seinen Charakter schätzen, er hatte seine unbequemen Meinungen mutig vertreten. In Rovereto errichtete man ein Denkmal und in der Kirche San Marco befindet sich eine Inschrift. Aus dem Nachlass Tartarottis ließ Bartolomeo Giuseppe Stoffella dalla Croce die unvollständige Schrift Illustrazione dei monumento eretto dalla citta di Trento al suo padrone Cajo Valerio Mariano erscheinen. Die Autographensammlung des Tiroler Landesmuseums Ferdinandeum besitzt einen Brief Tartarottis vom 14. April 1744. An der Fassade des Tiroler Landesmuseums Ferdinandeum befindet sich eine Büste des Girolamo Tartarotti.
Jakob Tartarotti (1708–1737), der Bruder Girolamos, absolvierte das Gymnasium, das Studium der Philosophie und des Bürgerlichen Rechtes mit einem Privatlehrer in seinem Hause, er wurde Notar in Rovereto. Durch seinen frühzeitigen Tod konnte er seine Bearbeitung der Lebensbeschreibungen gelehrter Tiroler nicht vollenden. Diese Beschreibung wurde 1733 zum Teil in Rovereto gedruckt.

## Werke
- Illustrazione del monumento eretto dalla citta di Trento al suo patrono Cajo Valerio Mariano, Rovereto 1824.
- De Ragionamento intorno alla poesia lirica toscana, Rovereto 1728.
- Idea della logica degli scolastici e de' moderni, Rovereto 1731.
- Hieronymi Tartarotti, De origine Ecclesiae Tridentinae et primis eius Episcopis dissertatio, Venetiae 1743 (bei ALO online).
- Memorie istoriche intorno alla vita e morte de' santi Sisinio, Martirio ed Alessandro, Verona 1745.
- De versione Rufiniana Historiae ecclesiasticae Eusebii Caesariensis dissertatio, in qua Valesianae interpretationis dignitas et praestantia vindicatur, Tridenti 1748.
- Del congresso notturno delle lammie libri tre, Rovereto 1749.
- Hieronymi Tartarotti Roboretani de Episcopatu Sabionensi S. Cassiani martyris, deque S. Ingenuini ejusdem urbis episcopi actis, ad Antonium Roschmannum J.U.L. et Oenipontanae bibliothecae custodem epistola, Venetiae 1750.
- De Episcopatu Sabionensis S. Cassiani Martyris deque S. Ingenuini eiusdem Urbis Episcopi Actis Hieronymi Tartarotti Roboretani ad Antonium Roschmannum epistolae disquisitio, Authore eodem Antonio Roschmanno …, Ulm 1751.
- Lettera al sign. Clemente Baroni di Cavalcolo sopra il trattato delle gloghe di M. di Föntanelle, Venezia 1752.
- Lettera di un giornalista d’Italia ad un giornalista oltramontano sopra il libro intitol Memorie antiche di Rovereto e dei luoghi circonvicini, Venezia 1754.
- Apologia delle Memorie antiche di Rovereto, Lucca 1758.
- Dell'origine della Chiesa di Aquileia, Milano 1759.
- Lettera seconda di un giornalista d’Italia ad un giornalista oltramontano sopra il libro intitolato: Notizie istorico-critiche intorno al b.m. Adalpreto Vescovo di Trento, Lucca 1760.
- Girolamo Tartarotti, Notizie istorico-critiche intorrno al … Adelpreto Vescovo di Trento, Lucca 1766.
- Rime scelte, Rovereto 1785.